# Thomas Dale Brock
Thomas Dale Brock   (Cleveland, 10 de setembre de 1926 - Madison, 4 d'abril de 2021) fou un microbiòleg estatunidenc conegut pel seu descobriment d'hipertermòfils a les fonts termals del Parc Nacional de Yellowstone. A finals de la dècada del 1960, Brock trobà bacteris hipertermòfils a la regió Great Fountain de Yellowstone i, juntament amb el seu associat Hudson Freeze, n'aïllà una mostra que anomenaren Thermus aquaticus. Life at High Temperatures ('La vida a altes temperatures'), un article que resumia les seves investigacions, fou publicat a la revista Science el 1967 i marcà l'inici de l'estudi dels extremòfils, organismes que viuen en medis extrems. El 1976 es descobrí que T. aquaticus podia facilitar l'amplificació de segments d'ADN en el laboratori. Els descobriments de Brock feren possibles grans avenços en biologia, contribuïren al desenvolupament de la medicina i l'agricultura i posaren les bases del nou camp de la biotecnologia.